# ドクロの叫び NEWおばけ屋敷ゲーム
ドクロの叫び NEWおばけ屋敷ゲーム（ドクロのさけび ニューおばけやしきげーむ）は、バンダイが1980年代に発売した2～4人用のボードゲーム。
「ボードゲーム ジョイファミリー」シリーズのひとつで、1987年に同社が発売した『おばけ屋敷ゲーム』（以下「前作」）と比較すると、「おばけとの対決に勝利しながら屋敷からの脱出を目指す」という概要は同じだが、盤面や具体的なルールは全く異なる。

## 内容物
ゲーム盤と取扱説明書以外に、以下の内容物が存在。詳細な使用方法などは#ゲーム進行を参照。
どくろルーレット
盤上の中央上部に設置する、三つ目の髑髏を象ったルーレット。ルーレットには0～5までの数字と呪文（偶数と奇数にそれぞれ二種類）、そして様々なマークが書かれている。
魔物の悲鳴や笑い声といったサウンドを出す仕組みがあり、この“恐怖のリアルサウンド”が本作の宣伝文句となっている。サウンドの再生には単二乾電池が1本必要。
また外周は階段状になっており、ゲーム中は盤面のマスの一部としても機能する。
十字架
おばけとの対決の際、どくろルーレットに開いた3か所の穴に差し込む道具。
コマ
人数分のプレイヤーのコマが存在。本作はそれ以外の特殊なコマはない。
おばけカード
おばけ屋敷に潜む、古今東西、様々なおばけが描かれたカード。伏せて置いておき、おばけとの対決の際、1枚めくる。
対決に勝利すると、そのカードは勝利したプレイヤーが所持する。
基本的に名称と姿しか描かれていないが、所持していると発揮できる効果や、対決に敗けた時のペナルティを上乗せする効果が書かれているものも一部存在。
前作でフレーバーとしてカードに書かれていたテキストはなく、各おばけの紹介はゲーム盤の裏側に一括で掲載されている。
大魔王カード
特定の区域でおばけと対決する時に使用するカード。おばけカードと同様に伏せて置いておく。
勝利してもプレイヤーは所持できず、対決が終わる度に他の大魔王カードと混ぜてシャッフルし直す。
本作では、必ず敗北となる「大魔王」のカードは、この中にしか含まれない。
その他
- 大魔王チップ - 小さな丸いチップ。裏に十字架または髑髏が描かれていて、ゲーム開始前にどくろルーレットの外周（階段状のマス）に配置する。
- 守護霊カード - 1枚のみ存在する、ゲーム進行を有利にできる様々な効果があるカード。ゲーム開始時に手番が一番早いプレイヤーが所持し、状況次第で他のプレイヤーへ所有権が移って行く。
- 通行手形 - ゴール直前の関門に入るため必要なカード。ゲーム中盤で入手する。参加人数より1枚少ない枚数を用意し、手形を持っていないプレイヤーは他のプレイヤーが手形を手放すまで関門に入れない。

## ゲーム進行
プレイヤーは手番が回ってくる度ルーレットを回し、すごろくの要領で屋敷内を進んで行く。盤上の特定の場所では、以下のようにゲームを進行する。
おばけの部屋
おばけ屋敷の中に数箇所存在する部屋。入り口までしか移動できず、以下の手順でその先へ進む。
1. 偶数か奇数のどちらかを宣言してルーレットを回し、宣言と数が一致したら部屋の中へ入る（外れたら次の手番まで入口に留まる）。また以下の場合は無条件で部屋に入れる。
  - 守護霊カードを所持している。
  - その部屋に対応した鍵を持つおばけカードを所持している。

2. おばけカードを1枚めくる。
3. どくろルーレットの3か所の穴のいずれかに、十字架を差し込む。流れたサウンドによって、勝敗とその後の行動が決定する。
  1. 魔物の悲鳴の場合は勝利となり、そのおばけカードはプレイヤーが所持する。そして指定のマスへ移動し、次の手番から再び移動を始める。
  2. 魔物の笑い声の場合は敗北となり、その部屋の指示に従って特定の場所に移動などを行う。さらに、おばけカードに敗北した場合のペナルティが書かれていた場合は、それにも従う。
    - 敗北したプレイヤーが守護霊カードを所持していた場合は、次の手番のプレイヤーに所有権が移る。

  3. 剣を打ち合わせる音の場合は引き分けとなり、おばけカードを引き直した後、もう一度穴に十字架を差し込む。

階段
途中でどくろルーレットの階段状の部分を通過する時は、以下の手順で進む。
1. 止まったマスに大魔王チップがある場合はそれをめくり、裏が十字架だった場合はそのまま手番を終了、髑髏だった場合は大魔王カードのおばけと対決する。対決ルールはおばけの部屋と同様。
2. 勝利した場合は（大魔王カードではなく）おばけカードを一枚もらう。敗北した場合はその大魔王カードに書かれたペナルティを受ける。
3. めくったチップをマスから除外する。

迷路
ゴール直前に存在する、縦長の通路が5列隣接する関門。各列を「見張り」が巡回し、それに接触しないよう進んで行く。
1. 入るには通行手形が必要で、入口で「手形置き場」に手形を置くことで中に入る。手形を持っていない（または手放した）プレイヤーが入るには、いったん「手形置き場」まで行って置かれた手形を回収する必要がある。
2. 通路内を移動したプレイヤーは、再びルーレットを回して同じ通路の「見張り」を移動させなければならない。なお場合によっては他のプレイヤーがルーレットで「見張り」を動かすこともできる。
3. プレイヤーが「見張り」と接触してしまった場合、「見張り」ごとに固有のペナルティを受ける。それが「おばけカードを特定枚数取られる」の場合、指定枚数分持っていない時は外の入口まで戻されてしまう。
  - ただし守護霊カードか「見張りに許してもらえる」効果のおばけカードを所持していた場合、それを手放すことでペナルティを無効にできる。

その他
本作は、おばけとの対決に負けた時に送られることがある部屋が、前作より増加している。
- あかずの押し入れ - 他のプレイヤーがルーレットで4を出すまで出られない。
- 泣きべその間 - ルーレットを3回回して、数字の合計が指定の数以上にならないと進めない（それを3回くり返す）。
- おしおきの間 - 通常より長いルートを迂回させられる。
- 叫びの間 - おばけの部屋の入口と同様の扉が3枚あり、おばけの部屋と同じ要領で開けて進む。